# Grand Prix de Denain 2023
Grand Prix de Denain 2023 var den 64. udgave af det franske cykelløb Grand Prix de Denain. Det 194,7 km lange linjeløb blev kørt den 16. marts 2023 med start og mål i Denain i departementet Nord. Løbet var en del af UCI ProSeries 2023. Løbet blev vundet af colombianske Sebastián Molano fra UAE Team Emirates.

## Resultater
| \| Samlede stilling \| Samlede stilling \| Samlede stilling \| Samlede stilling \| Samlede stilling \| \| Rytter \| Rytter \| Hold \| Tid \| \| \| ---------------- \| -------------------- \| --------------------------- \| ---------------- \| ---------------- \| \| 1. \| Sebastián Molano \| UAE Team Emirates \| 4t 37' 54" \| \| \| 2. \| Tim van Dijke \| Jumbo-Visma \| + 0" \| \| \| 3. \| Timo Kielich \| Alpecin-Deceuninck \| + 0" \| \| \| 4. \| Edvald Boasson Hagen \| TotalEnergies \| + 0" \| \| \| 5. \| Mikkel Bjerg \| UAE Team Emirates \| + 5" \| \| \| 6. \| Samuel Watson \| Groupama-FDJ \| + 9" \| \| \| 7. \| Milan Menten \| Lotto Dstny \| + 12" \| \| \| 8. \| Taco van der Hoorn \| Intermarché-Circus-Wanty \| + 14" \| \| \| 9. \| Thomas Gachignard \| Saint Michel-Mavic-Auber 93 \| + 17" \| \| \| 10. \| Paul Lapeira \| AG2R Citroën Team \| + 17" \| \| |                      |                             |            |
| |                      |                             |            |
| Kilde: ProCyclingStats |                      |                             |            |
| Samlede stilling |                      |                             |            |
| Rytter | Rytter               | Hold                        | Tid        |
| 1. | Sebastián Molano     | UAE Team Emirates           | 4t 37' 54" |
| 2. | Tim van Dijke        | Jumbo-Visma                 | + 0"       |
| 3. | Timo Kielich         | Alpecin-Deceuninck          | + 0"       |
| 4. | Edvald Boasson Hagen | TotalEnergies               | + 0"       |
| 5. | Mikkel Bjerg         | UAE Team Emirates           | + 5"       |
| 6. | Samuel Watson        | Groupama-FDJ                | + 9"       |
| 7. | Milan Menten         | Lotto Dstny                 | + 12"      |
| 8. | Taco van der Hoorn   | Intermarché-Circus-Wanty    | + 14"      |
| 9. | Thomas Gachignard    | Saint Michel-Mavic-Auber 93 | + 17"      |
| 10. | Paul Lapeira         | AG2R Citroën Team           | + 17"      |

## Hold og ryttere
| UCI WorldTeams (9)- AG2R Citroën Team - Alpecin-Deceuninck - Cofidis - Groupama-FDJ - Intermarché-Circus-Wanty - Jumbo-Visma - Arkéa-Samsic - Trek-Segafredo - UAE Team Emirates UCI ProTeams (7)- Bingoal WB - Human Powered Health - Lotto Dstny - Q36.5 Pro Cycling Team - Team Corratec - Team Flanders-Baloise - TotalEnergies UCI Kontinentalhold (3)- CIC U Nantes Atlantique - Saint Michel-Mavic-Auber 93 - Go Sport-Roubaix Lille Métropole |
| |

### Danske ryttere
| Danske ryttere på startlisten |                         |                         |           |
| Rygnummer                     | Rytter                  | Hold                    | Placering |
| 82                            | Mikkel Bjerg            | UAE Team Emirates       | 5         |
| 165                           | Rasmus Søjberg Pedersen | CIC U Nantes Atlantique | DNF       |

* DNF = gennemførte ikke

### Startliste
| Cofidis COF | Cofidis COF            | Cofidis COF |
| ----------- | ---------------------- | ----------- |
| Nr.         | Rytter                 | Placering   |
| 1           | Max Walscheid (GER)    | 40.         |
| 2           | Piet Allegaert (BEL)   | DNF         |
| 3           | André Carvalho (POR)   | 81.         |
| 4           | Eddy Finé (FRA)        | DNF         |
| 5           | Wesley Kreder (NED)    | 15.         |
| 6           | Christophe Noppe (BEL) | DNF         |
| 7           | Jelle Wallays (BEL)    | 44.         |

| AG2R Citroën Team ACT | AG2R Citroën Team ACT     | AG2R Citroën Team ACT |
| --------------------- | ------------------------- | --------------------- |
| Nr.                   | Rytter                    | Placering             |
| 11                    | Stan Dewulf (BEL)         | 53.                   |
| 12                    | Pierre Gautherat (FRA)    | 26.                   |
| 13                    | Paul Lapeira (FRA)        | 10.                   |
| 14                    | Valentin Retailleau (FRA) | DNF                   |
| 15                    | Damien Touzé (FRA)        | 78.                   |
| 16                    | Bastien Tronchon (FRA)    | 54.                   |
| 17                    | Clément Venturini (FRA)   | DNF                   |

| Alpecin-Deceuninck ADC | Alpecin-Deceuninck ADC    | Alpecin-Deceuninck ADC |
| ---------------------- | ------------------------- | ---------------------- |
| Nr.                    | Rytter                    | Placering              |
| 21                     | Axel Laurance (FRA)       | 66.                    |
| 22                     | Ramon Sinkeldam (NED)     | 58.                    |
| 23                     | Dries De Bondt (BEL)      | 45.                    |
| 24                     | Tobias Bayer (AUT)        | DNF                    |
| 25                     | Maurice Ballerstedt (GER) | 68.                    |
| 26                     | Timo Kielich (BEL)        | 3.                     |
| 27                     | Lionel Taminiaux (BEL)    | 47.                    |

| Groupama-FDJ GFC | Groupama-FDJ GFC      | Groupama-FDJ GFC |
| ---------------- | --------------------- | ---------------- |
| Nr.              | Rytter                | Placering        |
| 31               | Lewis Askey (GBR)     | 14.              |
| 32               | Clément Davy (FRA)    | DNF              |
| 33               | Enzo Paleni (FRA)     | DNF              |
| 34               | Paul Penhoët (FRA)    | 80.              |
| 35               | Laurence Pithie (NZL) | 65.              |
| 36               | Samuel Watson (GBR)   | 6.               |
| 37               | Bram Welten (NED)     | DNF              |

| Intermarché-Circus-Wanty ICW | Intermarché-Circus-Wanty ICW    | Intermarché-Circus-Wanty ICW |
| ---------------------------- | ------------------------------- | ---------------------------- |
| Nr.                          | Rytter                          | Placering                    |
| 41                           | Arne Marit (BEL)                | 62.                          |
| 42                           | Hugo Page (FRA)                 | 34.                          |
| 43                           | Tom Paquot (BEL)                | 27.                          |
| 44                           | Axel Huens (FRA)                | 56.                          |
| 45                           | Laurenz Rex (BEL)               | 46.                          |
| 46                           | Taco van der Hoorn (NED)        | 8.                           |
| 47                           | Roel van Sintmaartensdijk (NED) | 33.                          |

| Jumbo-Visma TJV | Jumbo-Visma TJV          | Jumbo-Visma TJV |
| --------------- | ------------------------ | --------------- |
| Nr.             | Rytter                   | Placering       |
| 52              | Tim van Dijke (NED)      | 2.              |
| 53              | Loe van Belle (NED)      | 20.             |
| 54              | Olav Kooij (NED)         | 59.             |
| 55              | Timo Roosen (NED)        | 43.             |
| 56              | Tosh Van der Sande (BEL) | 32.             |
| 57              | Lars Boven (NED)         | 67.             |

| Arkéa-Samsic ARK | Arkéa-Samsic ARK        | Arkéa-Samsic ARK |
| ---------------- | ----------------------- | ---------------- |
| Nr.              | Rytter                  | Placering        |
| 61               | Daniel McLay (GBR)      | 12.              |
| 62               | Louis Barré (FRA)       | DNF              |
| 63               | Hugo Hofstetter (FRA)   | DNF              |
| 64               | Anthony Delaplace (FRA) | 25.              |
| 65               | David Dekker (NED)      | DNF              |
| 66               | Łukasz Owsian (POL)     | DNF              |
| 67               | Andrij Ponomar (UKR)    | 60.              |

| Trek-Segafredo TFS | Trek-Segafredo TFS             | Trek-Segafredo TFS |
| ------------------ | ------------------------------ | ------------------ |
| Nr.                | Rytter                         | Placering          |
| 71                 | Marc Brustenga (ESP)           | 87.                |
| 72                 | Edward Theuns (BEL)            | DNF                |
| 73                 | Emīls Liepiņš (LAT) (landevej) | 75.                |
| 74                 | Thibau Nys (BEL)               | DNF                |
| 75                 | Mathias Vacek (CZE)            | 57.                |

| UAE Team Emirates UAD | UAE Team Emirates UAD  | UAE Team Emirates UAD |
| --------------------- | ---------------------- | --------------------- |
| Nr.                   | Rytter                 | Placering             |
| 81                    | Sjoerd Bax (NED)       | DNF                   |
| 82                    | Mikkel Bjerg (DEN)     | 5.                    |
| 83                    | Felix Groß (GER)       | DNF                   |
| 84                    | Sebastián Molano (COL) | 1.                    |
| 85                    | Pascal Ackermann (GER) | DNF                   |
| 86                    | Ryan Gibbons (RSA)     | 35.                   |
| 87                    | Michael Vink (NZL)     | 85.                   |

| Bingoal WB BWB | Bingoal WB BWB                 | Bingoal WB BWB |
| -------------- | ------------------------------ | -------------- |
| Nr.            | Rytter                         | Placering      |
| 91             | Dorian de Maeght (BEL)         | DNS            |
| 92             | Luca De Meester (BEL)          | 38.            |
| 93             | Ceriel Desal (BEL)             | 84.            |
| 94             | Karl Patrick Lauk (EST)        | 74.            |
| 95             | Ludovic Robeet (BEL)           | DNF            |
| 96             | Guillaume Van Keirsbulck (BEL) | 18.            |
| 97             | Nathan Vandepitte (FRA)        | 31.            |

| Human Powered Health HPM | Human Powered Health HPM       | Human Powered Health HPM |
| ------------------------ | ------------------------------ | ------------------------ |
| Nr.                      | Rytter                         | Placering                |
| 101                      | Stanisław Aniołkowski (POL)    | 83.                      |
| 102                      | Alan Banaszek (POL)            | 23.                      |
| 103                      | Charles-Étienne Chrétien (CAN) | 69.                      |
| 104                      | Chad Haga (USA)                | DNS                      |
| 105                      | Colin Joyce (USA)              | 55.                      |
| 106                      | Barnabás Peák (HUN)            | DNF                      |
| 107                      | Benjamin Perry (CAN)           | 51.                      |

| Lotto Dstny LTD | Lotto Dstny LTD             | Lotto Dstny LTD |
| --------------- | --------------------------- | --------------- |
| Nr.             | Rytter                      | Placering       |
| 111             | Sébastien Grignard (BEL)    | 49.             |
| 112             | Branko Huys (BEL)           | 73.             |
| 113             | Lorenz Van De Wynkele (BEL) | DNF             |
| 114             | Milan Menten (BEL)          | 7.              |
| 115             | Michael Schwarzmann (GER)   | 39.             |
| 116             | Rüdiger Selig (GER)         | 13.             |
| 117             | Liam Slock (BEL)            | 28.             |

| Q36.5 Pro Cycling Team Q36 | Q36.5 Pro Cycling Team Q36 | Q36.5 Pro Cycling Team Q36 |
| -------------------------- | -------------------------- | -------------------------- |
| Nr.                        | Rytter                     | Placering                  |
| 121                        | Fabio Christen (SUI)       | 72.                        |
| 122                        | Filippo Colombo (SUI)      | 17.                        |
| 123                        | Tom Devriendt (BEL)        | DNF                        |
| 124                        | Kamil Małecki (POL)        | DNF                        |
| 125                        | Nicolò Parisini (ITA)      | DNF                        |
| 126                        | Szymon Sajnok (POL)        | DNF                        |
| 127                        | Nickolas Zukowsky (CAN)    | 30.                        |

| Team Corratec COR | Team Corratec COR         | Team Corratec COR |
| ----------------- | ------------------------- | ----------------- |
| Nr.               | Rytter                    | Placering         |
| 131               | Antonio Barać (CRO)       | DNF               |
| 132               | Nicolas Dalla Valle (ITA) | 64.               |
| 133               | Giulio Masotto (ITA)      | DNF               |
| 134               | Charlie Quaterman (GBR)   | DNF               |
| 135               | Lorenzo Quartucci (ITA)   | DNF               |
| 136               | Etienne van Empel (NED)   | DNF               |
| 137               | Samuele Zambelli (ITA)    | 70.               |

| Team Flanders-Baloise TFB | Team Flanders-Baloise TFB | Team Flanders-Baloise TFB |
| ------------------------- | ------------------------- | ------------------------- |
| Nr.                       | Rytter                    | Placering                 |
| 141                       | Jules Hesters (BEL)       | DNF                       |
| 142                       | Sander De Pestel (BEL)    | 48.                       |
| 143                       | Gilles De Wilde (BEL)     | 21.                       |
| 144                       | Milan Fretin (BEL)        | 37.                       |
| 145                       | Tuur Dens (BEL)           | 71.                       |
| 146                       | Ward Vanhoof (BEL)        | 41.                       |
| 147                       | Aaron Verwilst (BEL)      | DNF                       |

| TotalEnergies TEN | TotalEnergies TEN          | TotalEnergies TEN |
| ----------------- | -------------------------- | ----------------- |
| Nr.               | Rytter                     | Placering         |
| 151               | Edvald Boasson Hagen (NOR) | 4.                |
| 152               | Thomas Bonnet (FRA)        | 61.               |
| 154               | Émilien Jeannière (FRA)    | DNF               |
| 155               | Lorrenzo Manzin (FRA)      | DNF               |
| 156               | Dries Van Gestel (BEL)     | DNF               |
| 157               | Mattéo Vercher (FRA)       | 86.               |

| CIC U Nantes Atlantique UCN | CIC U Nantes Atlantique UCN   | CIC U Nantes Atlantique UCN |
| --------------------------- | ----------------------------- | --------------------------- |
| Nr.                         | Rytter                        | Placering                   |
| 161                         | Pierre Barbier (FRA)          | 79.                         |
| 162                         | Enzo Boulet (FRA)             | DNF                         |
| 163                         | Léo Danès (FRA)               | 50.                         |
| 164                         | Maël Guégan (FRA)             | 16.                         |
| 165                         | Rasmus Søjberg Pedersen (DEN) | DNF                         |
| 166                         | Nolann Mahoudo (FRA)          | 36.                         |
| 167                         | Emmanuel Morin (FRA)          | 19.                         |

| Go Sport-Roubaix Lille Métropole GRL | Go Sport-Roubaix Lille Métropole GRL | Go Sport-Roubaix Lille Métropole GRL |
| ------------------------------------ | ------------------------------------ | ------------------------------------ |
| Nr.                                  | Rytter                               | Placering                            |
| 171                                  | Samuel Leroux (FRA)                  | 77.                                  |
| 172                                  | Rait Ärm (EST)                       | 29.                                  |
| 173                                  | Célestin Guillon (FRA)               | DNF                                  |
| 174                                  | Maxime Jarnet (FRA)                  | 11.                                  |
| 175                                  | Tom Mainguenaud (FRA)                | 76.                                  |
| 176                                  | Jérémy Leveau (FRA)                  | 42.                                  |
| 177                                  | Norman Vahtra (EST)                  | 22.                                  |

| Saint Michel-Mavic-Auber 93 AUB | Saint Michel-Mavic-Auber 93 AUB | Saint Michel-Mavic-Auber 93 AUB |
| ------------------------------- | ------------------------------- | ------------------------------- |
| Nr.                             | Rytter                          | Placering                       |
| 181                             | Rudy Barbier (FRA)              | 63.                             |
| 182                             | Romain Cardis (FRA)             | 82.                             |
| 183                             | Nicolas Debeaumarché (FRA)      | DNF                             |
| 184                             | Théo Delacroix (FRA)            | 24.                             |
| 185                             | Thomas Gachignard (FRA)         | 9.                              |
| 186                             | Joris Delbove (FRA)             | 52.                             |
| 187                             | Florian Rapiteau (FRA)          | DNF                             |

| Cofidis COF | Cofidis COF            | Cofidis COF |
| ----------- | ---------------------- | ----------- |
| Nr.         | Rytter                 | Placering   |
| 1           | Max Walscheid (GER)    | 40.         |
| 2           | Piet Allegaert (BEL)   | DNF         |
| 3           | André Carvalho (POR)   | 81.         |
| 4           | Eddy Finé (FRA)        | DNF         |
| 5           | Wesley Kreder (NED)    | 15.         |
| 6           | Christophe Noppe (BEL) | DNF         |
| 7           | Jelle Wallays (BEL)    | 44.         |

| AG2R Citroën Team ACT | AG2R Citroën Team ACT     | AG2R Citroën Team ACT |
| --------------------- | ------------------------- | --------------------- |
| Nr.                   | Rytter                    | Placering             |
| 11                    | Stan Dewulf (BEL)         | 53.                   |
| 12                    | Pierre Gautherat (FRA)    | 26.                   |
| 13                    | Paul Lapeira (FRA)        | 10.                   |
| 14                    | Valentin Retailleau (FRA) | DNF                   |
| 15                    | Damien Touzé (FRA)        | 78.                   |
| 16                    | Bastien Tronchon (FRA)    | 54.                   |
| 17                    | Clément Venturini (FRA)   | DNF                   |

| Alpecin-Deceuninck ADC | Alpecin-Deceuninck ADC    | Alpecin-Deceuninck ADC |
| ---------------------- | ------------------------- | ---------------------- |
| Nr.                    | Rytter                    | Placering              |
| 21                     | Axel Laurance (FRA)       | 66.                    |
| 22                     | Ramon Sinkeldam (NED)     | 58.                    |
| 23                     | Dries De Bondt (BEL)      | 45.                    |
| 24                     | Tobias Bayer (AUT)        | DNF                    |
| 25                     | Maurice Ballerstedt (GER) | 68.                    |
| 26                     | Timo Kielich (BEL)        | 3.                     |
| 27                     | Lionel Taminiaux (BEL)    | 47.                    |

| Groupama-FDJ GFC | Groupama-FDJ GFC      | Groupama-FDJ GFC |
| ---------------- | --------------------- | ---------------- |
| Nr.              | Rytter                | Placering        |
| 31               | Lewis Askey (GBR)     | 14.              |
| 32               | Clément Davy (FRA)    | DNF              |
| 33               | Enzo Paleni (FRA)     | DNF              |
| 34               | Paul Penhoët (FRA)    | 80.              |
| 35               | Laurence Pithie (NZL) | 65.              |
| 36               | Samuel Watson (GBR)   | 6.               |
| 37               | Bram Welten (NED)     | DNF              |

| Intermarché-Circus-Wanty ICW | Intermarché-Circus-Wanty ICW    | Intermarché-Circus-Wanty ICW |
| ---------------------------- | ------------------------------- | ---------------------------- |
| Nr.                          | Rytter                          | Placering                    |
| 41                           | Arne Marit (BEL)                | 62.                          |
| 42                           | Hugo Page (FRA)                 | 34.                          |
| 43                           | Tom Paquot (BEL)                | 27.                          |
| 44                           | Axel Huens (FRA)                | 56.                          |
| 45                           | Laurenz Rex (BEL)               | 46.                          |
| 46                           | Taco van der Hoorn (NED)        | 8.                           |
| 47                           | Roel van Sintmaartensdijk (NED) | 33.                          |

| Jumbo-Visma TJV | Jumbo-Visma TJV          | Jumbo-Visma TJV |
| --------------- | ------------------------ | --------------- |
| Nr.             | Rytter                   | Placering       |
| 52              | Tim van Dijke (NED)      | 2.              |
| 53              | Loe van Belle (NED)      | 20.             |
| 54              | Olav Kooij (NED)         | 59.             |
| 55              | Timo Roosen (NED)        | 43.             |
| 56              | Tosh Van der Sande (BEL) | 32.             |
| 57              | Lars Boven (NED)         | 67.             |

| Arkéa-Samsic ARK | Arkéa-Samsic ARK        | Arkéa-Samsic ARK |
| ---------------- | ----------------------- | ---------------- |
| Nr.              | Rytter                  | Placering        |
| 61               | Daniel McLay (GBR)      | 12.              |
| 62               | Louis Barré (FRA)       | DNF              |
| 63               | Hugo Hofstetter (FRA)   | DNF              |
| 64               | Anthony Delaplace (FRA) | 25.              |
| 65               | David Dekker (NED)      | DNF              |
| 66               | Łukasz Owsian (POL)     | DNF              |
| 67               | Andrij Ponomar (UKR)    | 60.              |

| Trek-Segafredo TFS | Trek-Segafredo TFS             | Trek-Segafredo TFS |
| ------------------ | ------------------------------ | ------------------ |
| Nr.                | Rytter                         | Placering          |
| 71                 | Marc Brustenga (ESP)           | 87.                |
| 72                 | Edward Theuns (BEL)            | DNF                |
| 73                 | Emīls Liepiņš (LAT) (landevej) | 75.                |
| 74                 | Thibau Nys (BEL)               | DNF                |
| 75                 | Mathias Vacek (CZE)            | 57.                |

| UAE Team Emirates UAD | UAE Team Emirates UAD  | UAE Team Emirates UAD |
| --------------------- | ---------------------- | --------------------- |
| Nr.                   | Rytter                 | Placering             |
| 81                    | Sjoerd Bax (NED)       | DNF                   |
| 82                    | Mikkel Bjerg (DEN)     | 5.                    |
| 83                    | Felix Groß (GER)       | DNF                   |
| 84                    | Sebastián Molano (COL) | 1.                    |
| 85                    | Pascal Ackermann (GER) | DNF                   |
| 86                    | Ryan Gibbons (RSA)     | 35.                   |
| 87                    | Michael Vink (NZL)     | 85.                   |

| Bingoal WB BWB | Bingoal WB BWB                 | Bingoal WB BWB |
| -------------- | ------------------------------ | -------------- |
| Nr.            | Rytter                         | Placering      |
| 91             | Dorian de Maeght (BEL)         | DNS            |
| 92             | Luca De Meester (BEL)          | 38.            |
| 93             | Ceriel Desal (BEL)             | 84.            |
| 94             | Karl Patrick Lauk (EST)        | 74.            |
| 95             | Ludovic Robeet (BEL)           | DNF            |
| 96             | Guillaume Van Keirsbulck (BEL) | 18.            |
| 97             | Nathan Vandepitte (FRA)        | 31.            |

| Human Powered Health HPM | Human Powered Health HPM       | Human Powered Health HPM |
| ------------------------ | ------------------------------ | ------------------------ |
| Nr.                      | Rytter                         | Placering                |
| 101                      | Stanisław Aniołkowski (POL)    | 83.                      |
| 102                      | Alan Banaszek (POL)            | 23.                      |
| 103                      | Charles-Étienne Chrétien (CAN) | 69.                      |
| 104                      | Chad Haga (USA)                | DNS                      |
| 105                      | Colin Joyce (USA)              | 55.                      |
| 106                      | Barnabás Peák (HUN)            | DNF                      |
| 107                      | Benjamin Perry (CAN)           | 51.                      |

| Lotto Dstny LTD | Lotto Dstny LTD             | Lotto Dstny LTD |
| --------------- | --------------------------- | --------------- |
| Nr.             | Rytter                      | Placering       |
| 111             | Sébastien Grignard (BEL)    | 49.             |
| 112             | Branko Huys (BEL)           | 73.             |
| 113             | Lorenz Van De Wynkele (BEL) | DNF             |
| 114             | Milan Menten (BEL)          | 7.              |
| 115             | Michael Schwarzmann (GER)   | 39.             |
| 116             | Rüdiger Selig (GER)         | 13.             |
| 117             | Liam Slock (BEL)            | 28.             |

| Q36.5 Pro Cycling Team Q36 | Q36.5 Pro Cycling Team Q36 | Q36.5 Pro Cycling Team Q36 |
| -------------------------- | -------------------------- | -------------------------- |
| Nr.                        | Rytter                     | Placering                  |
| 121                        | Fabio Christen (SUI)       | 72.                        |
| 122                        | Filippo Colombo (SUI)      | 17.                        |
| 123                        | Tom Devriendt (BEL)        | DNF                        |
| 124                        | Kamil Małecki (POL)        | DNF                        |
| 125                        | Nicolò Parisini (ITA)      | DNF                        |
| 126                        | Szymon Sajnok (POL)        | DNF                        |
| 127                        | Nickolas Zukowsky (CAN)    | 30.                        |

| Team Corratec COR | Team Corratec COR         | Team Corratec COR |
| ----------------- | ------------------------- | ----------------- |
| Nr.               | Rytter                    | Placering         |
| 131               | Antonio Barać (CRO)       | DNF               |
| 132               | Nicolas Dalla Valle (ITA) | 64.               |
| 133               | Giulio Masotto (ITA)      | DNF               |
| 134               | Charlie Quaterman (GBR)   | DNF               |
| 135               | Lorenzo Quartucci (ITA)   | DNF               |
| 136               | Etienne van Empel (NED)   | DNF               |
| 137               | Samuele Zambelli (ITA)    | 70.               |

| Team Flanders-Baloise TFB | Team Flanders-Baloise TFB | Team Flanders-Baloise TFB |
| ------------------------- | ------------------------- | ------------------------- |
| Nr.                       | Rytter                    | Placering                 |
| 141                       | Jules Hesters (BEL)       | DNF                       |
| 142                       | Sander De Pestel (BEL)    | 48.                       |
| 143                       | Gilles De Wilde (BEL)     | 21.                       |
| 144                       | Milan Fretin (BEL)        | 37.                       |
| 145                       | Tuur Dens (BEL)           | 71.                       |
| 146                       | Ward Vanhoof (BEL)        | 41.                       |
| 147                       | Aaron Verwilst (BEL)      | DNF                       |

| TotalEnergies TEN | TotalEnergies TEN          | TotalEnergies TEN |
| ----------------- | -------------------------- | ----------------- |
| Nr.               | Rytter                     | Placering         |
| 151               | Edvald Boasson Hagen (NOR) | 4.                |
| 152               | Thomas Bonnet (FRA)        | 61.               |
| 154               | Émilien Jeannière (FRA)    | DNF               |
| 155               | Lorrenzo Manzin (FRA)      | DNF               |
| 156               | Dries Van Gestel (BEL)     | DNF               |
| 157               | Mattéo Vercher (FRA)       | 86.               |

| CIC U Nantes Atlantique UCN | CIC U Nantes Atlantique UCN   | CIC U Nantes Atlantique UCN |
| --------------------------- | ----------------------------- | --------------------------- |
| Nr.                         | Rytter                        | Placering                   |
| 161                         | Pierre Barbier (FRA)          | 79.                         |
| 162                         | Enzo Boulet (FRA)             | DNF                         |
| 163                         | Léo Danès (FRA)               | 50.                         |
| 164                         | Maël Guégan (FRA)             | 16.                         |
| 165                         | Rasmus Søjberg Pedersen (DEN) | DNF                         |
| 166                         | Nolann Mahoudo (FRA)          | 36.                         |
| 167                         | Emmanuel Morin (FRA)          | 19.                         |

| Go Sport-Roubaix Lille Métropole GRL | Go Sport-Roubaix Lille Métropole GRL | Go Sport-Roubaix Lille Métropole GRL |
| ------------------------------------ | ------------------------------------ | ------------------------------------ |
| Nr.                                  | Rytter                               | Placering                            |
| 171                                  | Samuel Leroux (FRA)                  | 77.                                  |
| 172                                  | Rait Ärm (EST)                       | 29.                                  |
| 173                                  | Célestin Guillon (FRA)               | DNF                                  |
| 174                                  | Maxime Jarnet (FRA)                  | 11.                                  |
| 175                                  | Tom Mainguenaud (FRA)                | 76.                                  |
| 176                                  | Jérémy Leveau (FRA)                  | 42.                                  |
| 177                                  | Norman Vahtra (EST)                  | 22.                                  |

| Saint Michel-Mavic-Auber 93 AUB | Saint Michel-Mavic-Auber 93 AUB | Saint Michel-Mavic-Auber 93 AUB |
| ------------------------------- | ------------------------------- | ------------------------------- |
| Nr.                             | Rytter                          | Placering                       |
| 181                             | Rudy Barbier (FRA)              | 63.                             |
| 182                             | Romain Cardis (FRA)             | 82.                             |
| 183                             | Nicolas Debeaumarché (FRA)      | DNF                             |
| 184                             | Théo Delacroix (FRA)            | 24.                             |
| 185                             | Thomas Gachignard (FRA)         | 9.                              |
| 186                             | Joris Delbove (FRA)             | 52.                             |
| 187                             | Florian Rapiteau (FRA)          | DNF                             |